# ییژینا کژیژووا
ییژینا کژیژووا (چکی: Jiřina Křížová؛ زادهٔ ۲۱ فوریهٔ ۱۹۴۸) بازیکن هاکی روی چمن اهل چکسلواکی بود.